# Weissia longifolia
Weissia longifolia là một loài Rêu trong họ Pottiaceae. Loài này được Mitt. miêu tả khoa học đầu tiên năm 1851.

## Hình ảnh

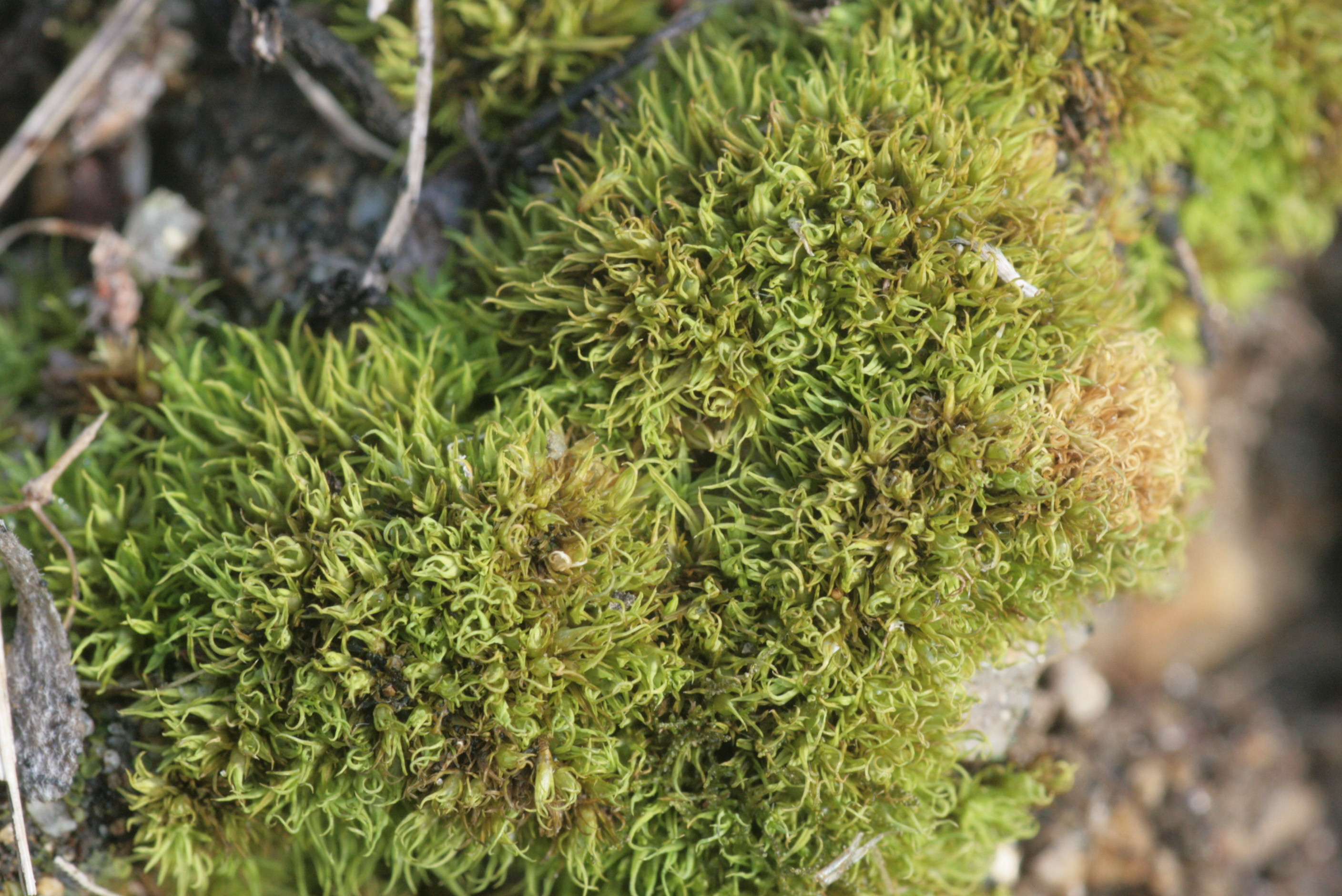
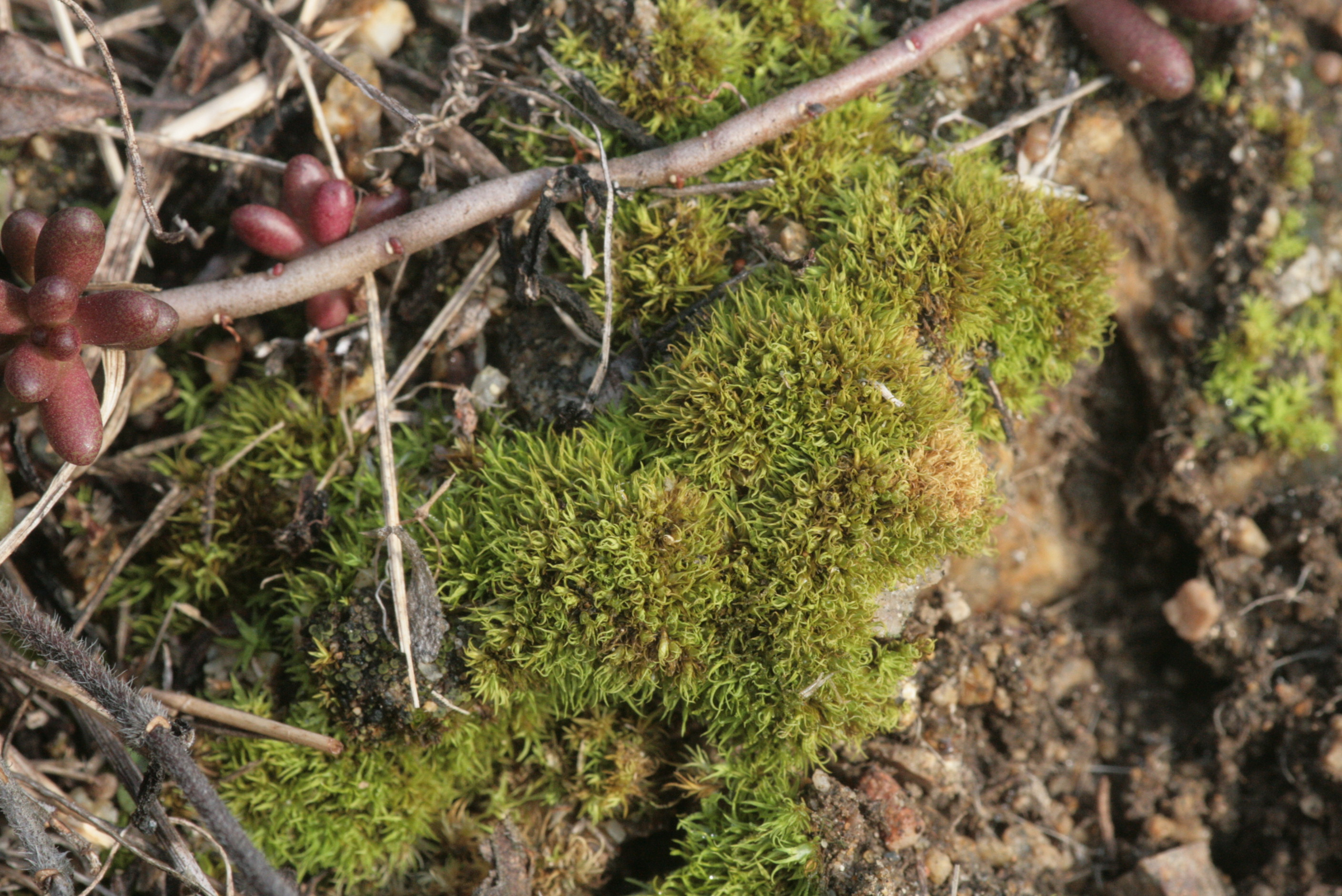
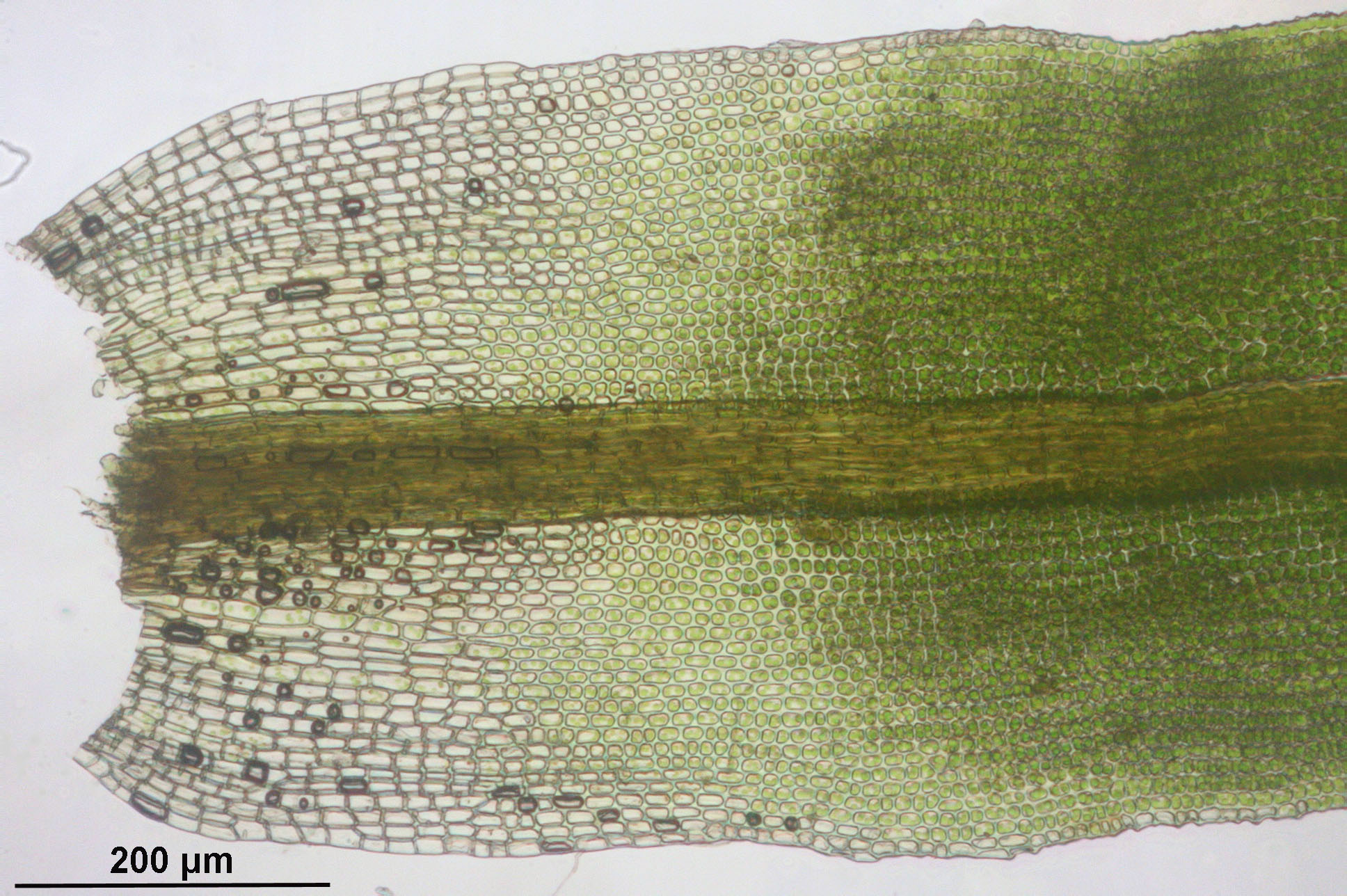
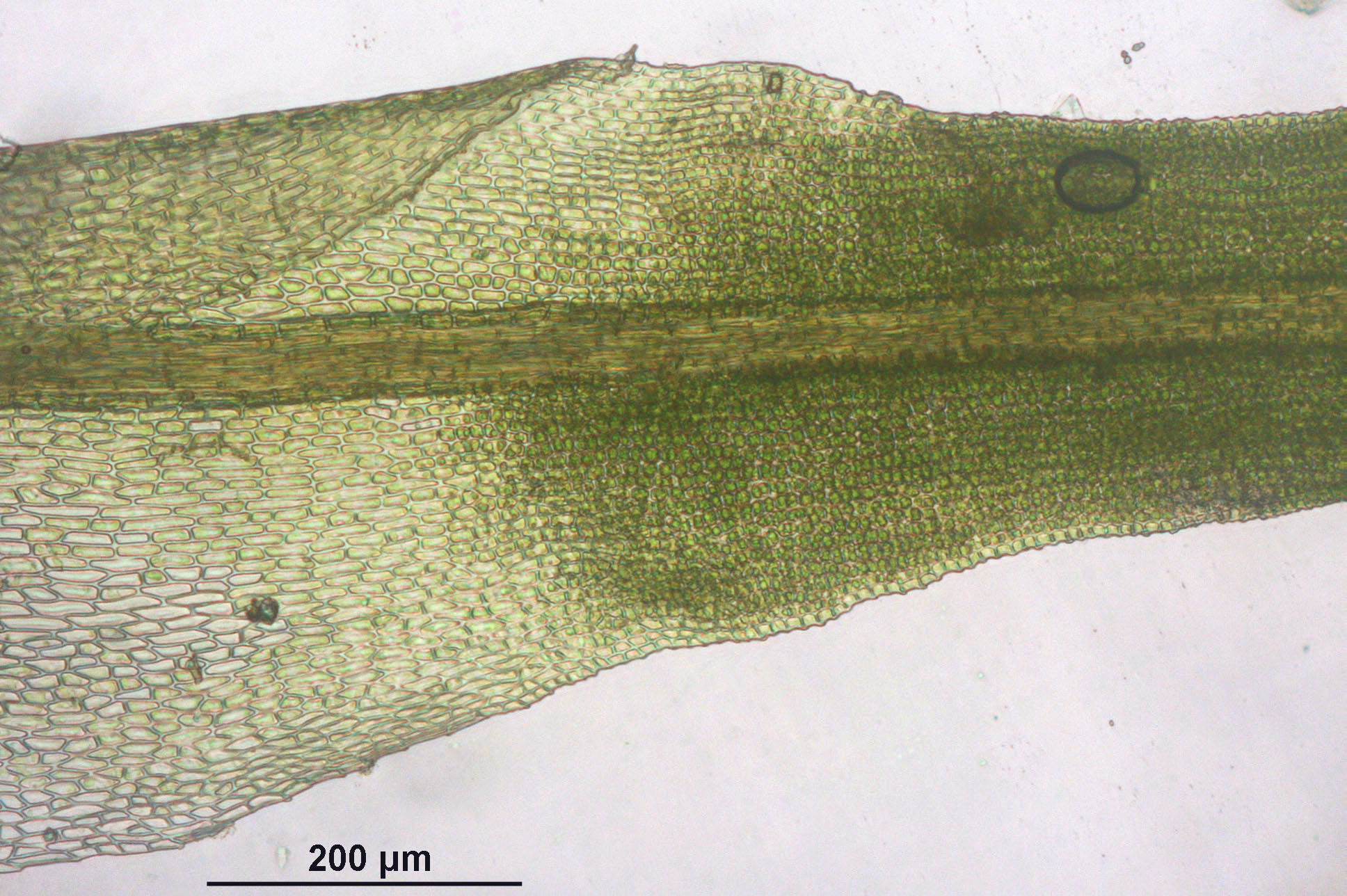